# Gina Shay
Pour les articles homonymes, voir Shay (homonymie).
Gina Shay est une productrice, scénariste et animatrice américaine. Elle travaille actuellement chez DreamWorks Animation.

## Filmographie

### Productrice
- 1997 : Winnie l'ourson 2
- 1997 : La Belle et la Bête 2
- 1998 : Pocahontas 2 : Un monde nouveau
- 1999 : South Park, le film
- 2001 : Jimmy Neutron, un garçon génial
- 2004 : Bob l'éponge, le film
- 2007 : Joyeux Noël Shrek !
- 2010 : Shrek 4 : Il était une fin
- 2010 : Le Noël Shrektaculaire de l'Âne
- 2012 : Le Chat potté : Les Trois Diablos
- 2016 : Les Trolls
- 2017 : Les Trolls : Spécial Fêtes
- 2020 : Les Trolls 2 : Tournée mondiale
- 2020 : Roblox : Le Film

### Scénariste
- 2018 : Trolls : En avant la musique ! (6 épisodes)

### Animatrice
- 1992 : Cool World
- 1994 : Le Cygne et la Princesse

### Storyboardeuse
- 1998 : Cartoon Sushi (1 épisode)